# Baltische Verteidigungsakademie
Die Baltische Verteidigungsakademie (BALTDEFCOL, englisch Baltic Defence College) ist eine westlich orientierte militärische Ausbildungsstätte im Baltikum.
BALTDEFCOL wurde 1999 in Tartu (Estland) gegründet. Die Militärakademie hat den Auftrag, Stabsoffiziere der baltischen Republiken hervorzubringen. Auch die Erweiterung und die systematische Übertragung der Fachkompetenz an BALTDEFCOL-Teilnehmer gehören zu den Aufgaben der Akademie.
Man strebt danach, die baltischen Staaten in die Lage zu versetzen, in der Heimat die höhere militärische Ausbildung ihres Streitkräftepersonals durchzuführen.

## Unterstützung

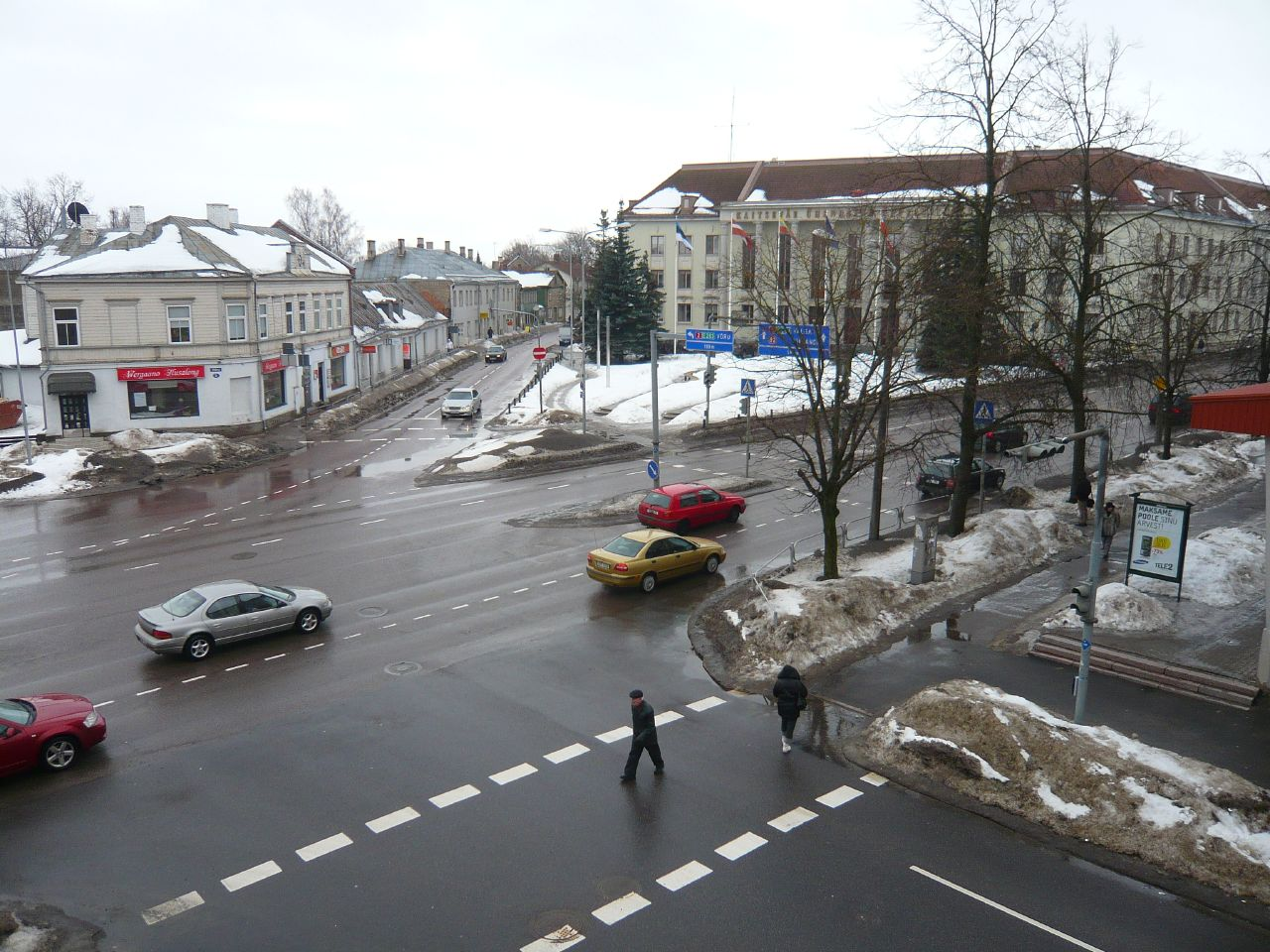
Standort der Baltischen Verteidigungsakademie in Tartu (rechts im Bild)

Das Lehrpersonal stammt aus Deutschland, Frankreich, den skandinavischen Staaten, der Schweiz und den Vereinigten Staaten. Als Lehrkörper dient ein internationaler Stab von Berufsoffizieren.
Das Projekt wird von westlichen Staaten, darunter die USA, Schweden, Norwegen und Finnland unterstützt. Es wird von Schweden und von der Baltic Security Assistance Group (BALTSEA) koordiniert. Schweden spielt die führende Rolle unter den Hilfe leistenden Staaten. Die Schweiz, beispielsweise, unterstützte die Akademie mit Lehrern vom Zentrum für Information und Kommunikation der Armee (ZIKA) und führte mit den Studenten vor Ort ein Kommunikations- und
Medientraining durch. Auf der Grundlage des «Memorandum of Understanding» (MOU) vom 19. November 1998 leistete die Schweiz einen Jahresbeitrag von 52.000 €.

## Ausbildung
An der Akademie werden Generalstabslehrgänge angeboten. Parallel dazu wird der Kurs für höhere Offiziere sowie für zivile Angestellte der Verteidigungsministerien angeboten. Die Themen sind u. a. Gesamtverteidigung, Mobilmachung und Kriegsvölkerrecht, Friedensförderung und Sicherheitskooperation. Unter anderem werden auch NATO-Standards unterrichtet. Unterrichtssprache ist Englisch. Offiziere und zivile Angestellte der drei baltischen Staaten, NATO/EU-Staaten sowie NATO-PfP-Staaten können an folgenden Kursen teilnehmen:
- Joint Command and General Staff Course (JCGSC)
- Higher Command Studies Course (HCSC)
- Civil Servants Course (CSC)

## Kommandeure
Der erste Kommandeur des BALTDEFCOL war der dem dänischen Heer angehörige Brigadegeneral M. H. Clemmesen, welcher von seinem Amt im Dezember 2004 zurücktrat. Der Posten wird nun abwechselnd an die drei baltischen Staaten vergeben.
| Zeitraum  | Dienstgrad     | Name                         | Land     |
| --------- | -------------- | ---------------------------- | -------- |
| 1998–2004 | Brigadegeneral | Michael Hesselholt Clemmesen | Dänemark |
| 2004–2007 | Brigadegeneral | Algis Vaičeliūnas            | Litauen  |
| 2007–2010 | Brigadegeneral | Gundars Ābols                | Lettland |
| 2010–2012 | Brigadegeneral | Meelis Kiili                 | Estland  |
| 2012–2016 | Generalmajor   | Vitalijus Vaikšnoras         | Litauen  |
| 2016–2020 | Generalmajor   | Andis Dilāns                 | Lettland |
| 2020–2023 | Brigadegeneral | Ilmar Tamm                   | Estland  |
| seit 2023 | Brigadegeneral | Alvydas Šiuparis             | Litauen  |

Im Mai 2005 wurde der erste Kommandeur der BALTDEFCOL aufgrund seiner Verdienste um den Aufbau und dem Betrieb der Akademie mit der St Germain Gold Medal of the Danish Military Society ausgezeichnet.